# Roccamandolfi
Roccamandolfi är en ort och kommun i provinsen Isernia i regionen Molise i Italien. Kommunen hade 923 invånare (2018).